# دونا مارينا
دونا مارينا (بالإسبانية: La Malinche) هي من أشهر السيدات المعروفات بالخيانة على مدار التاريخ؛ حيث اشتهرت بخيانتها لشعبها لصالح المكتشفين الإسبان.

## تغيير مسار التاريخ
كانت دونا مارينا جارية ثم أصبحت المترجمة الخاصة بهيرناندو كورتيس، فاتح إسبانيا الجديدة، المكسيك حاليًا، وعشيقته في الوقت نفسه. لعبت دورًا مهما في تغيير مسار التاريخ مع قدرتها على الترجمة من الناهيوتل، لغة الأزتك، إلى لغة المايا، التي يمكن أن يفهمها المترجم الخاص بـ«كورتيس»، و يقال إن الارتباط اللغوي بين دونا مارينا والمترجم الإسباني لـ«كورتيس»، كان له الدور الحاسم في نجاح «كورتيس» في غزو العالم الجديد أو المكسيك، والتي هي بلدها في الاصل.